# Never Is Forever
Never Is Forever è il secondo album in studio del gruppo punk rock norvegese Turbonegro, pubblicato nel 1994.

## Tracce
1. Letter from Your Momma – 2:16
2. Suburban Prince's Death Song – 3:36
3. Übermensch – 3:37
4. I Will Never Die – 3:54
5. No Beast So Fierce – 3:54
6. Destination: Hell – 3:23
7. Timebomb – 3:18
8. Pain in Der Arsch Pocket Full of Cash – 1:31
9. Hush, Earthling – 3:14
10. Nihil Sleighride – 2:59
11. (He's A) Grunge Whore – 4:37
12. Black Chrome – 2:26
13. Oslo Bloodbath Pt. II: I Don't Care – 2:44
14. Oslo Bloodbath Pt. III: The Ballad of Gerda and Tore – 24:26

## Formazione
- Hans Erik (Hank von Helvete) - voce
- Rune (Rune Rebellion) - chitarra
- Pål (Pål Pot Pamparius) - chitarra, voce
- Bengt (Bengt Calmeyer) - basso, voce
- Thomas (Thomas Seltzer) - batteria